# (15789) 1993 SC
(15789) 1993 SC es la designación provisional de un cuerpo menor del sistema solar; un objeto transneptuniano, más concretamente, un plutino.
Su descubrimiento fue hecho en 1993 en el Observatorio de La Palma con el telescopio Isaac Newton.
Sobre este objeto se sabe muy poco, aunque su órbita ya está establecida con la suficiente fiabilidad como para habérsele asignado un número del Centro de Planetas Menores definitivo.